# Ankylomyrma coronacantha
Ankylomyrma es un género de hormigas que solo contiene la especie Ankylomyrma coronacantha. Se distribuyen por el África subsahariana. Solo se conocen las obreras.